# Манганин
Мангани́н — прецизионный сплав на основе меди (около 85 %) с добавкой марганца (11,5—13,5 %) и никеля (2,5—3,5 %).
Характеризуется чрезвычайно малым изменением электрического сопротивления (ТКС) в диапазоне комнатных температур.

## История
Единого мнения у историков науки о первооткрывателе сплава не существует.
В англоязычной литературе сообщается, что манганин впервые был получен американским изобретателем Эдвардом Вестоном, обнаружившим отрицательный ТКС изобретённого в Германии сплава под названием константан. И на основе этого изучения изобрёл манганин. На химический состав и как на материал для резисторов точных электроизмерительных приборов, сопротивление резисторов которых почти не зависит от температуры, изобретатель получил патент в 1888 году. В патенте описан сплав, содержащий 70 % меди и 30 % марганца (который для снижения стоимости предлагается заменить ферромарганцем). Изобретатель назвал его «Сплав № 3», но германские производители, у которых он разместил заказ на производство проволоки из нового материала, дали ему собственное наименование «Манганин», под которым он получил широкую известность.
В немецкоязычной и российской литературе господствует утверждение о приоритете в изобретении сплава германских учёных и производителей. По этой версии манганин был получен в 1889 или в 1892 году сотрудниками Имперского физико-технического института Карлом Фойзнером и Стефаном Линдеком, проводивших исследования в сотрудничестве с компанией Isabellenhütte Heusler. Права на торговую марку MANGANIN® были переданы Isabellenhütte Heusler. В некоторых источниках указывается, что Фойзнер и Линдек опирались в своей работе на результаты Вестона, но во многих источниках подобные упоминания отсутствуют.

## Применение
Широко применяется в измерительной технике для изготовления добавочных резисторов и шунтов (в составе электроизмерительных приборов или в виде самостоятельных изделий). Из манганина изготавливают меры электрического сопротивления — например, магазины сопротивлений.
Существенное преимущество манганина в этих применениях перед константаном — манганин обладает очень малой термоЭДС в паре с медью (не более 1 мкВ/К), поэтому в приборах высокого класса точности, или приборах, предназначенных для измерения очень малых напряжений, применяют только манганин. В то же время манганин, в отличие от константана, неустойчив против коррозии в атмосфере, содержащей пары кислот, аммиака, а также чувствителен к изменению влажности воздуха.
Практически нулевое значение ТКС манганин сохраняет до температур 70—80 °C. Для снижения ТКС и снижения изменения удельного электрического сопротивления во времени манганиновую проволоку подвергают отжигу при температурах 550—600 °C в вакууме с последующим медленным охлаждением. Такая проволока может сохранять свои электрические свойства при температурах до 200 °C. Изготовленные резисторы иногда дополнительно отжигаются при температуре 200 °C.

## Разновидности
Существует несколько разновидностей манганина, например, следующие:
| Массовое содержание компонентов, % | Макс. рабочая температура, °C | Удельное сопротивление, 10−8 Ом·м | ТКС, 10−5 К−1 |
| 86 Cu, 12 Mn, 2 Ni                 | 300                           | 43                                | 1 ÷ 2         |
| 85 Cu, 2 Mn                        | 300                           | 51                                | 0,8           |
| 84 Cu, 13 Mn, 2 Al                 | 400                           | 50                                | -0,2 ÷ -2     |
| 85 Cu, 9,5 Mn, 5,5 Al              | 400                           | 45                                | 1 ÷ 3         |

Также существуют так называемые «серебряные манганины», — сплавы с улучшенными электрическими свойствами на основе серебра вместо меди, с добавлением марганца (до 17 %), олова (до 7 %) и других химических элементов.